# La musica che non ti ho detto
La musica che non ti ho detto (The Music Never Stopped ) è un film del 2011 diretto da Jim Kohlberg.
Pellicola statunitense indipendente presentata al Sundance Film Festival del 2011.
Basato sul saggio di Oliver Sacks The Last Hippie (nel romanzo An Anthropologist on Mars: Seven Paradoxical Tales), il film racconta la relazione tra un padre e un figlio che soffre di un tumore al cervello.

## Trama
Henry Sawyer ha un figlio, Gabriel, che soffre di un tumore al cervello che gli impedisce di creare nuovi ricordi. Il padre dovrà comunicare con lui attraverso la musica.